# Maria Lúcia Alexandrino dos Santos
Maria Lúcia Alexandrino dos Santos, posteriormente Maria Lúcia Alexandrino Segall (Lins, 9 de maio de 1948), é uma ex-modelo, ex-miss e historiadora brasileira. Ficou famosa por ter obtido o segundo lugar no concurso Miss Brasil 1969, o ano em que a atriz Vera Fischer consagrou-se como beleza máxima do País. Foi eleita Miss São Paulo no mesmo ano pela cidade de Lins, onde é nascida e residia.

## Biografia
Filha de Conceição Alexandrino Santos, Maria Lúcia nasceu no interior do Estado de São Paulo, no município de Lins. Foi namorada do escritor Mário Prata quando encenou a novela Estúpido Cupido. Casou-se com o empresário Oscar Klabin Segall (05-02-1930 - 06-07-2002), filho do famoso pintor Lasar Segall (1891-1957) e da escritora e tradutora Jenny Klabin. Oscar Klabin Segall chegou a ser vereador na cidade de São Paulo e presidente da Caixa Econômica do Estado de São Paulo. Em 1967, ele e seu irmão, o economista Maurício Klabin Segall, fundaram o Museu Lasar Segall.
Formou-se em História  pela Faculdade Auxilium de Filosofia, Ciências e Letras, de Lins. Durante a década de 70, especializou-se em História da Arte, participando de cursos, palestras e congressos no Brasil, nos Estados Unidos e na Europa. Nos anos 80, dedicou-se a atividades didáticas lecionando História da Arte no Colégio Lourenço Castanho, em São Paulo. 
Em 1984, iniciou o curso de Mestrado na Escola de Comunicações e Artes da Universidade de São Paulo (ECA-USP) na área de Artes, sendo orientada por Yolanda Lhullier dos Santos. Sua dissertação de Mestrado, "O Museu Lasar Segall na Década de 70: da Contemplação Estética à Casa de Cultura e Resistência", resultou na publicação do livro "O Museu Lasar Segall na Década de 70".
Chegou a integrar o a governança do Museu de Arte de São Paulo (Masp), fazendo parte do Conselho Deliberativo em 2014.

## Miss Beleza Internacional
Com o segundo lugar obtido no nacional realizado no Maracanãzinho, Rio de Janeiro, a paulista conseguiu representar o Brasil no prestigiado Miss Beleza Internacional, em Tóquio, Japão. Não venceu, mas foi uma das quinze semifinalistas. Na ocasião usou um vestido branco desenhado por Clodovil Hernandes.

## Publicações
- O Museu Lasar Segall na Década de 70: da contemplação estética à Casa de Cultura e Resistência (1991).